# Eurotrash
Eurotrash (wörtlich: Euro-Müll oder Euro-Kitsch) ist ein englischer, in den Vereinigten Staaten von Amerika entstandener, zumeist abfälliger und von Europäern zuweilen auch selbstironisch eingesetzter Begriff. Er dient dazu, den Lebensstil, das Verhalten oder die Anmutung von Europäern oder die Europäer selbst stereotypisch zu beschreiben, insbesondere wenn sie in den Augen des jeweils Urteilenden einer für das Europäertum angeblich typischen Affektiertheit entsprechen bzw. diese zur Schau tragen. Dazu zählt beispielsweise das Auftreten mit Adelstiteln, die Begrüßung mit Küsschen auf die Wangen oder das Tragen von Sonnenbrillen nachts in Diskotheken. Ursprünglich betraf die Bezeichnung vornehmlich Franzosen und Deutsche. Bei den Simpsons wurde die Bezeichnung für deutsche Rucksackreisende verwendet, die sich überheblich verhielten und einen gewissen Antiamerikanismus zur Schau stellten.

## Geschichte
Die Verwendung des Begriffs ist insbesondere in den Metropolen der amerikanischen Ostküste verbreitet, wohin seit den späten 1970er Jahren „up-all-night, no-office-to-go-to Europeans“ (Julia Chaplin) mit der Concorde einflogen, um als Teil des „‚International White Trash‘“ (Anthony Haden-Guest) wilde Partys zu feiern. Beispielsweise verwendet Bret Easton Ellis den Begriff in seinen in New York spielenden Romanen American Psycho, Stalking und Glamorama insbesondere in den Schilderungen der Clubszene. Später wurde der Begriff für modehörige, halbrasierte, Drogen konsumierende, magersüchtige oder zu spät und übermüdet zur Arbeit erscheinende europäische Expatriates verwendet. Ein Wörterbuch verzeichnet als weitere Bedeutung von Eurotrash ein „postmodernes, degeneriertes, trendiges oder veraltetes europäisches Kulturphänomen, das sich als Avantgardekunst maskiert“.

## Andere Verwendungen
Als „Eurotrash“ – nicht nur aus amerikanischer Sicht – werden bezeichnet:
- musikalische Genres wie Eurodance oder Euro Disco
- europäische Produkte (sofern man abfällig über sie spricht)

## Trivia
- Eurotrash war der Name einer Kolumne von Taki Theodoracopulos, welche in den frühen 1980er Jahren im (mittlerweile eingestellten) East Side Express erschien. Takis Kolumne hat den Begriff geprägt.

- In Late-Night-Programm des britischen TV-Senders Channel 4 gab es von 1993 bis 2007 eine anfangs von Jean-Paul Gaultier sowie Antoine de Caunes (und bis zu ihrem Tod auch von Lolo Ferrari) co-moderierte Comedy-Show namens Eurotrash, die die europäische Popkultur und Lebensart selbstironisch aufs Korn nahm und zum Kult erhob. Spezialisiert war die bei wöchentlich zwei bis drei Millionen Zuschauern beliebte Show auf pseudojournalistische Betrachtungen zu „bizarren“ Aktivitäten von Europäern, etwa zur kontinentaleuropäischen, insbesondere deutschen Freikörperkultur.[6][7][8][9]

- Von der amerikanischen Rockband Cracker gibt es einen Song namens Eurotrash Girl. Eine gleichnamige Cover-Version gibt es auf dem Debütalbum der Chicks on Speed. Eurotrash ist auch der Name eines Albums der norwegischen Band Zeromancer.

- Der Suchbegriff Eurotrash im Portal Spiegel Online zeigt, dass dieser Terminus insbesondere für unbeschwerte Popmusik, etwa im Bereich des Europop, des Euro Disco und des Eurodance, sowie im Zusammenhang mit dem Eurovision Song Contest Verwendung findet.[10]

- Im Jahre 2021 veröffentlichte der Schweizer Schriftsteller Christian Kracht einen Roman mit dem Titel  Eurotrash.[11]